# Хворов, Леонид Петрович
Леонид Петрович Хворов (1925—1961) — младший сержант Рабоче-крестьянской Красной Армии, участник Великой Отечественной войны, Герой Советского Союза (1945).

## Биография
Леонид Хворов родился 21 апреля 1925 года в деревне Галактионовка (ныне — Туринский городской округ Свердловской области). После окончания неполной средней школы проживал и работал в Барнауле. В октябре 1943 года Хворов был призван на службу в Рабоче-крестьянскую Красную Армию. С того же года — на фронтах Великой Отечественной войны.
К январю 1945 года гвардии младший сержант Леонид Хворов был пулемётчиком 23-го гвардейского воздушно-десантного полка 9-й гвардейской воздушно-десантной дивизии 5-й гвардейской армии 1-го Украинского фронта. Отличился во время освобождения Польши. 12-17 января 1945 года Хворов участвовал в боях за освобождение городов Янув, Буско-Здруй и Лемов, уничтожив несколько десятков солдат и офицеров противника. 24 января 1945 года он в числе первых переправился через Одер в районе Оппельна, после чего отражал немецкие контратаки до переправы основных сил.
Указом Президиума Верховного Совета СССР от 27 июня 1945 года гвардии младший сержант Леонид Хворов был удостоен высокого звания Героя Советского Союза с вручением ордена Ленина и медали «Золотая Звезда».
После окончания войны Хворов был демобилизован. Проживал и работал в Барнауле. Скоропостижно скончался в июне 1961 года.
Был также награждён рядом медалей.